# Bronx High School of Science
La Bronx High School of Science, comunemente conosciuta come Bronx Science, o anche soltanto Science, è un liceo specializzato di New York situato a Bedford Park Boulevard nel borough del Bronx. Venne fondata nel 1938 e dipende dal New York City Department of Education.
In questo Istituto studiarono Steven Weinberg e Sheldon Lee Glashow Nobel per la Fisica premiati contemporaneamente nel 1979.